# Idésio Moreira
Idésio Moreira (Itajaí, 2 de novembro de 1937 — Itajaí, 5 de março de 2003) foi um futebolista brasileiro que atuava como atacante.
É o maior artilheiro da história do Marcílio Dias, com 155 gols, e do Metropol, com 140 gols.

## Carreira
Iniciou sua carreira nas categorias de base do Marcílio Dias, sendo registrado pelo clube na Federação Catarinense de Futebol (FCF) com 15 anos, em agosto de 1953.
Deixou o Marcílio antes mesmo de chegar ao time principal e em 1955 disputou o campeonato da Liga Itajaiense de Desportos (LID) pelo Lauro Müller, tendo se destacado com a camisa alvinegra.
Em 1956, serviu ao Exército em Brusque e neste ano jogou pelo Carlos Renaux.
Em 1957, retornou ao Marcílio Dias, estreando num amistoso contra o Olímpico, de Blumenau, vencido pelo Marcílio por 3 a 2, no aniversário do clube - 17 de março de 1957. No ano seguinte, foi artilheiro do Campeonato Catarinense.
Com Idésio como principal figura, o Marcílio conquistou quatro vezes o título da LID (1958, 1960, 1961 e 1962), além de três vice-campeonatos estaduais e o vice-campeonato Sul-Brasileiro de 1962. Nesta época, Idésio foi titular incontestável da Seleção Catarinense.
Foi negociado em outubro de 1963 com o Metropol, de Criciúma e com o dinheiro obtido com a venda do passe de Idésio, a diretoria do Marcílio concluiu as obras das torres de iluminação do Estádio Dr. Hercílio Luz.
Pelo Metropol, tornou-se o maior artilheiro da história deste clube com 140 gols em 166 jogos.
Em 1967, o atleta foi para o Ferroviário de Curitiba. Quando atuava pelo clube, enfrentou a Seleção Brasileira em amistoso realizado em 7 de fevereiro de 1968, no Estádio Durival de Britto, em Curitiba.
No ano seguinte, regressou à sua terra natal para defender novamente o Marinheiro, encerrando a carreira profissional com o manto rubro-anil em 1970.

### Títulos
Marcílio Dias
- Campeonato Itajaiense (LID): 1958, 1960, 1961 e 1962

#### Individuais
- Artilheiro do Campeonato Catarinense: 1958 e 1965 (24 gols)

## Morte
Idésio faleceu em 5 de março de 2003, aos 65 anos, em Itajaí.